# پرچم اسکس
پرچم اسکس در ۳ فوریه ۲۰۱۴ پذیرفته شد.